# Lars Bystøl
Lars Bystøl, né le 4 décembre 1978 à Voss dans le comté de Hordaland, est un sauteur à ski norvégien. Il remporte le plus grand titre de sa carrière en 2006, aux Jeux olympiques de Turin sur le petit tremplin.

## Carrière
Il fait ses débuts en Coupe du monde en janvier 2002 à Zakopane puis participe un mois plus tard aux Jeux olympiques. Aux Championnats du monde 2003, il est médaillé de bronze en épreuve par équipes, tout comme en 2005 à Oberstdorf. Son premier individuel intervient le 11 mars 2005 à Lillehammer, où il termine troisième. Juste après deux nouveaux podiums dans la même localité le décembre suivant, il gagne son premier concours en Coupe du monde à Innsbruck dans le cadre de la Tournée des quatre tremplins. Quelques jours après, il est médaillé d'or dans l'épreuve par équipes aux Championnats du monde de vol à ski.
En février 2006, il continue sur sa lancée, remportant le titre olympique à Turin sur le petit tremplin puis la médaille de bronze sur le grand tremplin et lors du concours par équipes.
Il prend sa retraite sportive en 2008.

## Problèmes avec l'alcool et les substances
En 2000, il est convaincu de conduite en état d'ébriété avec un taux de 2,38 ‰ d'alcool dans le sang, ce qui lui vaut une peine de 24 jours de prison. En 2003, il tombe en mer après s'être battu alors qu'il était sous l'influence de l'alcool. Il est ensuite régulièrement écarté de l'équipe nationale A à cause de ses problèmes avec l'alcool notamment durant la saison 2004.
Début 2009, il reconnait avoir été testé positif au tetrahydrocannabinol (THC) à Vikersund en novembre 2008, substance trouvée dans le cannabis.

## Famille
Il est le neveu du coureur de combiné nordique Arne Bystøl.

## Palmarès

### Jeux olympiques
| Épreuve / Édition | Salt Lake City 2002 | Turin 2006 |
| Petit tremplin    | 31e                 | Or         |
| Grand tremplin    | 38e                 | Bronze     |
| Par équipes       | 9e                  | Bronze     |

### Championnats du monde
| Épreuve / Édition | Épreuve / Édition | Val di Fiemme 2003 | Oberstdorf 2005 |
| Petit tremplin    | Petit tremplin    | 12e                | 9e              |
| Grand tremplin    | Grand tremplin    |                    | 4e              |
| Par équipes       | PT                |                    | 12e             |
| Par équipes       | GT                | Bronze             | Bronze          |

PT = petit tremplin, GT = grand tremplin

### Championnats du monde de vol à ski
| Épreuve / Édition | Kulm 2006 |
| Par équipes       | Or        |

### Coupe du monde
- Meilleur classement général : 10e en 2005.
- 4 podiums individuels : 1 victoire, 1 deuxième place et 1 troisième place.
- 2 podiums en épreuves par équipes : 1 deuxième place et 1 troisième place.

#### Victoires individuelles
| Année | Lieu                 |
| 2006  | Innsbruck (Autriche) |